# Кардашев, Степан Мартынович
Степан Мартынович Кардашев (Кардашьян) (арм. Քարդաշյանը Ստեփան Մարտինովան; 1852, Елизаветполь, Кавказское наместничество — 1918) — русский революционер-народник армянского происхождения, один из организаторов народнического движения в Грузии.

## Биография
Степан Мартынович Кардашьян (Кардашев) родился около 1852 года в дворянской семье. Армянин.
В 1864 году поступил в Тифлисе в школу межевщиков.
После окончания школы в 1871 году, служил чиновником и вышел в отставку с чином коллежского регистратора.
В 1874 году выехал в Германию, где учился в Дрездене в политехнической школе.
Принимал участие в собрании кавказских студентов в Женеве, член кружка «кавказцев».
В феврале 1875 года приехал в Москву и вступил во «Всероссийскую социально-революционную организацию», был назначен кассиром организации. Оказывал содействие в создании народнических кружков в Грузии.
В середине марта 1874 года после арестов членов организации в доме Корсак в Москве, срочно выехал за границу.
В июне 1874 года вернулся в Россию. Проживал в Туле и в Орле.
Арестован 12 (24) августа 1875 года в Москве на квартире Антимоза Гамкрелидзе, при аресте назвался фамилией Кочанидзе.
Содержался в Москве в Сущёвской полицейской части, перевезён в Санкт-Петербург и с 26 сентября (8 октября)  1876 года заключён в Петропавловской крепости, откуда 15 (27) февраля 1877 года переведён в Дом предварительного заключения.
30 ноября (12 декабря)  1876 года предан суду Особого присутствия Правительствующего сената по обвинению в составлении и в участии в противоправительственном сообществе и распространении преступных сочинений (Процесс пятидесяти).
14 (26) марта 1877 года признан виновным в составлении указанного сообщества и приговорён к лишению всех прав состояния и к каторжным работам на заводах на пять лет.
Лишён прав по Высочайшему повелению 14 (26) августа 1877 года.
Ходатайство его матери о замене назначенного наказания переводом на военную службу по Высочайшему повелению 22 июня (4 июля)  1878 года оставлено без последствий.
Находился в Новобелгородском каторжном централе до октября 1880 года, затем переведён в Мценскую пересыльную тюрьму, после чего в 1881 году отправлен на Карийскую каторгу, куда прибыл в феврале 1882 года.
В 1883 году после окончания срока каторги поселён в Селенгинске (Селенгинский округ, Забайкальская область).
В 1887 году переведён в Курган (Курганский округ, Тобольская губерния).
В 1904 году вернулся на родину в Грузию. Работал инженером на железнодорожном транспорте.
Степан Мартынович Кардашев умер в 1918 году.

## Семья
Жена Репсимия Борисовна Туманова (ум. в 1882 г.), сестра Тумановой Екатерины Борисовны. В 1879 году её ходатайство о вступлении в официальный церковный брак с С. Кардашевым было отклонено.